# Jorge de la Vega Domínguez
Jorge de la Vega Domínguez (Comitán, Chiapas, 14 de marzo de 1931) es un político mexicano, miembro del Partido Revolucionario Institucional. Se desempeñó como Secretario de Comercio, Secretario de Agricultura y Recursos Hidráulicos, presidente del Partido Revolucionario Institucional, Gobernador de Chiapas y Embajador de México en Canadá.
Licenciado en Economía por la Universidad Nacional Autónoma de México (1958) fue director de la Escuela Superior de Economía del Instituto Politécnico Nacional. En el Partido Revolucionario Institucional, fue asesor de los presidentes del partido Alfonso Corona del Rosal y  Carlos Alberto Madrazo Becerra, director del IEPES y presidente nacional. De 1961 a 1963 fue presidente del Colegio Nacional de Economistas.
Gerente del Banco de Pequeño Comercio en Tampico, diputado federal en la XLVII Legislatura del Congreso de la Unión de México, director general de la Compañía Nacional de Subsistencias Populares (Conasupo) de 1970 a 1976. Fue elegido como Gobernador de Chiapas de 1976 a 1977, Secretario de Comercio en el gobierno de José López Portillo, Secretario de Agricultura y Recursos Hidráulicos con Carlos Salinas de Gortari y en el mismo gobierno Embajador de México en Canadá de 1990 a 1992.